# I’d Have You Anytime
«I’d Have You Anytime» — песня Джорджа Харрисона, написанная им в соавторстве с Бобом Диланом и ставшая заглавным треком альбома All Things Must Pass (1970). Песня была написана Диланом и Харрисоном в 1968 году, во время визита последнего в США. Во время записи песни Эрик Клэптон сыграл на соло-гитаре.